# Szlovákiai Magyar Írók Társasága
A Szlovákiai Magyar Írók Társasága (SZMÍT) az alapszabály szerint a szlovákiai magyar írók, irodalomtudósok, művészettörténészek, műkritikusok, műfordítók, a szlovákiai magyar írásbeliség képviselőinek független szervezete.
1990-ben alakult Csehszlovákiai Magyar Írók Társasága néven.

## Vezetőség
- Elnök: Hodossy Gyula
- A választmány tagjai:

- - Aich Péter
  - Balázs F. Attila
  - Bese Bernadett
  - Kövesdi Károly
  - Nagy Erika
  - Z. Németh István
  - Zsoldos Péter

Elnökei voltak: Grendel Lajos (1990); Fónod Zoltán (1992); Szeberényi Zoltán (1994); Fónod Zoltán (1996); Tőzsér Árpád (1998); Balázs F. Attila (1999); Koncsol László (2001).

## Irodalmi díjai
- Forbáth Imre-díj
- Talamon Alfonz-díj
- Turczel Lajos-díj
- Simkó Tibor-díj
- Az Év Irodalmi Alkotása Pályázat díja (2009-től Arany Opus Díj)
- Olvasói különdíj
- Pegazus Alkotópályázat díjai
- Meghatározó olvasmányélményeim diákjaimnak pályázat